# Бригите Швайгер
Бригите Швайгер (на немски: Brigitte Schwaiger) е австрийска писателка, автор на романи, разкази, стихотворения, пиеси и автобиография.

## Биография
Бригите Швайгер е родена през 1949 г. във Фрайщат, Горна Австрия. Израства в семейството на лекар и медицинска сестра. Учи в гимназията на Фрайщат и през 1967 г. полага матура. После два семестъра следва във Виена психология, германистика и романистика.

През 1968 г. прекъсва и се омъжва за испански офицер. С него живее в Мадрид и на Майорка, където преподава немски и английски и се занимава с рисуване и скулптиране.
След развода си четири години по-късно Швайгер се завръща ва Австрия и между 1972 и 1973 г. посещава Падагогическата академия в Линц. Наред с това се изявява като актриса в малки театри. По-късно работи към ORF и във виенско издателство за театрални пиеси.
От средата на 70-те години се издържа като писателка на свободна практика. Първият ѝ роман „Как идва солта в морето“ („Wie kommt das Salz“) (1977) се превръща в сензационен бестселър и само в немското езиково пространство са продадени ок. 500 000 екземпляра. Преведен е на множество езици. Бригите Швайгер се превръща в една от най-видните австрийски писателки.
Но тя не успява да задържи този успех и бавно потъва в забрава.
Жени се за втори път и през 1987 г. ражда син. След продължителни психически проблеми, започнали през 90-те години, и многократни престои в психиатрични клиники, през юли 2010 г. Швайгер е намерена мъртва в един страничен ръкав на Дунава във Виена. Смята се, че сама е сложила край на живота си, понеже често е говорила за „краткия път“, който смята да поеме.

### Книги
- Wie kommt das Salz ins Meer, Roman, 1977, 1979, 2007
- Lange Abwesenheit, Roman, 1980
- Mein spanisches Dorf, 1978, 1982
- Malstunde (mit Arnulf Rainer), 1980, 1984
- Die Galizianerin (Bearbeitung der Kriegserinnerungen von Eva Deutsch), 1982, 1984, 1993
- Der Himmel ist süß, Eine Beichte, 1984, 1986, 1999
- Mit einem möcht’ ich leben, Gedichte, 1987
- Liebesversuche, Kleine Dramen aus dem österreichischen Alltag, 1989, 1991, 1994
- Schönes Licht, Roman, 1990, 1992, 1997
- Tränen beleben den Staub, Roman, 1991, 1993
- Der rote Faden, 1992, 1995
- Der Mann fürs Leben, Erzählungen, 1993, 1996
- Jaro heißt Frühling, Geschichten vom Fremdsein, 1994, 1997
- Ein langer Urlaub, Roman, 1996, 1999
- Ich suchte das Leben und fand nur dich, (Autobiographie 1968–1971), 2000
- Fallen lassen, Eine Beschreibung eigener Erfahrungen in der Psychiatrie, 2006
- Wenn Gott tot ist, Memoiren, 2012

### Пиеси
- Nestwärme,  1976
- Büroklammern, Kleines Kammerspiel, 1977
- Liebesversuche, 1979
- Malstunde, 1986
- Führer, befiehl!, 1987

## Награди и отличия
- 1974: Staatsstipendium des Bundesministeriums für Unterricht und Kunst für Literatur
- 1975: Autorenstipendium des Dramatischen Zentrums, Wien
- 1976: Kulturförderungsprämie des Landes Oberösterreich
- 1984: „Културна награда на провинция Горна Австрия“ (за литература)
- 2013: Die Radiofassung von Wie kommt das Salz ins Meer wurde bei Ö1 zum Hörspiel des Jahres 2012 gewählt.[3]